# De Dion-Bouton Type AP
Der De Dion-Bouton Type AP ist ein Pkw-Modell aus der Anfangszeit des 20. Jahrhunderts. Hersteller war De Dion-Bouton aus Frankreich.

## Beschreibung
Die Zulassung durch die nationale Zulassungsbehörde erfolgte am 21. April 1906. Als erstes Modell dieses Herstellers in dieser Hubraumklasse gab es keinen Vorgänger.
Der Vierzylindermotor hat 104 mm Bohrung, 130 mm Hub und 4417 cm³ Hubraum. Er war damals in Frankreich mit 24 Cheval fiscal (Steuer-PS) eingestuft. Er ist vorne im Fahrgestell montiert und treibt über ein Vierganggetriebe und eine Kardanwelle die Hinterräder an. Der Wasserkühler befindet sich unterhalb der Motorhaube vor der Vorderachse. Die Hinterachse ist eine De-Dion-Achse.
Die Basis bildet ein Pressstahlrahmen. Der Radstand beträgt 3205 mm und die Spurweite 1420 mm. Eine Fahrzeuglänge von 4280 mm ist bekannt.
Bekannt sind Aufbauten als Limousine.
Das Modell wurde nur 1906 angeboten. Nachfolger wurde der Type AY, der am 12. März 1907 seine Zulassung erhielt.